# براندان بيركت
براندان بيركت (بالإنجليزية: Brendan Burkett) هو مهندس أسترالي، ولد في 7 أكتوبر 1963 في بريزبان في أستراليا.

## وصلات خارجية
- براندان بيركت على موقع اتحاد ألعاب الكومنولث (مؤرشف) (الإنجليزية)